# 喜連川氏連
喜連川 氏連（きつれがわ うじつら）は、江戸時代中期の大名。下野喜連川藩の第6代藩主。

## 生涯
寛保元年（1741年）6月23日（または元文4年（1739年））、第5代藩主・茂氏の次男として生まれる。宝暦5年（1755年）11月1日に徳川家重に御目見し、宝暦7年（1757年）12月25日に父と隠居にともない跡を継ぐ。しかし宝暦11年（1762年）12月17日に早世した。茂氏の継室の実家である伊予大洲藩加藤家から恵氏（加藤泰衑の長男）が入り養嗣子として跡を継いだ。

## 系譜
父母
- 喜連川茂氏（父）

養子
- 喜連川恵氏 - 加藤泰衑の長男